# Régimes de sanctions du Conseil de sécurité des Nations unies
Les régimes de sanctions du Conseil de sécurité des Nations unies sont des régimes de sanctions créés par une résolution. Celle-ci prévoit en général l'établissement d'un comité des sanctions et d'un groupe d'experts nommé par le secrétaire général. Il existe aujourd’hui 14 régimes de sanctions en vigueur.

## Fondement juridique
En vertu du chapitre VII de la Charte des Nations unies, le Conseil de sécurité peut prendre des mesures pour maintenir ou rétablir la paix et la sécurité internationales. L’article 41 prévoit ainsi un large éventail de mesures coercitives n’impliquant pas l’emploi de la force armée.

## Modalités et objectifs
Les sanctions du Conseil de sécurité prennent des formes diverses pour des objectifs variés
En ce qui concerne ces formes, elles vont des sanctions économiques et commerciales de portée générale à des mesures plus ciblées, telles que l'embargos sur les armes ou l'interdiction d'autres exportations, les interdictions de voyager, le gel des avoirs, les interdiction de transport, les contrôles douaniers et des restrictions financières ou frappant les produits de base.
Les objectifs sont variables : appuyer une transition politique pacifique, décourager les changements non constitutionnels, lutter contre le terrorisme ou la prolifération nucléaire, ou encore protéger les droits de l’homme.

## Comités des sanctions

### Création
Chaque régime est administré par un comité des sanctions pour surveiller le respect et les effets des mesures d’embargo ou de sanctions décidées contre certains pays. La création d'un comité est souvent prévue par la résolution qui impose les sanctions dont il est chargé de suivre la mise en œuvre, mais peut aussi être créé après par une résolution postérieure.Ces comités sont des organes subsidiaires du Conseil de sécurité dans la mesure où ils résultent d'une décision du Conseil et nommés en général du nom de la résolution. Ils sont créés sur le fondement de l'article 29 de la Charte des Nations unies qui dispose que « Le Conseil de sécurité peut créer les organes subsidiaires qu'il juge nécessaires à l'exercice de ses fonctions » et de l'article 28 du règlement intérieur provisoire du Conseil qui dispose que « Le Conseil de sécurité peut désigner une commission, un comité ou un rapporteur pour une question déterminée ».
Le comité cesse d'avoir une existence lorsque les sanctions pour lesquelles il a mandat sont levées. 

### Composition et fonctionnement
Le comité est composé de représentants de tous les membres du Conseil de sécurité (15) qui élisent un président, nommé à titre personnel, pour un an parmi les membres de ce dernier,. L'usage est de réserver les présidences et vice-présidences des comités à des membres non permanents du Conseil. Le président et les deux délégations qui assurent la vice-présidence forment le bureau. Le président est assisté d’un secrétariat (un secrétaire et cinq à six personnes), qui fait partie du département des affaires politiques de l’ONU.
Dans la pratique, les participants aux travaux des comités sont des membres du personnel diplomatique des missions permanentes des Etats membres du Conseil de sécurité. L'Etat qui exerce la présidence du comité est représenté par son ambassadeur, tandis que les autres membres du comité sont représentés par des diplomates de rang plus modeste.
Chaque comité adopte aussi ses règles de fonctionnement, qui sont en fait communes à tous les comités. Les décisions sont prises par consensus (il y a donc un droit de veto) et en présence de tous les membres (l’absence de l’un d’eux bloque donc toute décision). Les comités sont peu « transparents » : toutes leurs réunions se tiennent à huis clos et ni les procès-verbaux de leurs séances ni le texte de la plupart de leurs décisions ne sont rendus publics. Toutefois, depuis 1995, les comités publient un rapport annuel.

### Missions
Les comités doivent demander aux Etats des informations sur les mesures qu'ils ont prises pour l'application des sanctions, mais pas dans un esprit inquisitorial, et réagir aux informations qui leur parviennent sur des violations des sanctions. Les comités ne disposent toutefois pas de moyens propres (financiers et en ressources humaines) pour enquêter sur les violations, ni de moyens très dissuasifs de les sanctionner. Ils se reposent donc sur les autres Etats membres, les institutions, la presse pour leur fournir des éléments et ainsi ensuite interroger les Etats dont le comportement est en cause.
Il est également fréquent que le Conseil de sécurité confère au comité des sanctions le pouvoir de déterminer lui-même les personnes physiques ou morale frappées par les sanctions ou pour lesquelles des exonérations sont accordées.
À partir de 1999, la mise en place de « groupes d'experts » (« panels ») se généralise. Elle est parfois critiquée pour l'absence d'éléments sur la méthode employée et l'absence de possibilité pour les Etats accusés de présenter leur « défense ». A l'heure actuelle, 11 des 14 des comités des sanctions sont épaulés dans leurs travaux par 10 groupes de suivi, équipes de contrôle et groupes d’experts. Les experts sont nommés par le secrétaire général des Nations unies parmi un ensemble proposé par les États membres. Certains de ces groupes surveillent et parfois enquêtent sur la mise en œuvre des sanctions, notamment en conduisant des visite sur les lieux, et font des recommandations au comité des sanctions sur l'application effective des mesures et les améliorations éventuelles. Ils remettent un rapport au comité qui le transmet au Conseil de sécurité.

## Régimes de sanctions
Le premier comité des sanctions (Rhodésie) a été créé par la résolution 253 du 29 mai 1968. Depuis 1966, le Conseil a mis en place 31 régimes de sanctions, dont 14 sont toujours en vigueur:

### Régimes en vigueur
En gras sont indiquées les résolutions qui créent ou refondent le comité des sanctions associé au régime.

### Régimes n'étant plus en vigueur
Le Conseil de sécurité a historiquement imposé 17 régimes distinct de sanctions, dont certains se sont succédé en raison d'un changement de base juridique des sanctions. 
| Situation                 | Début                            | Fin                                              | Types de sanctions | Assistance auprès du Comité des sanctions | Remarques |
| ------------------------- | -------------------------------- | ------------------------------------------------ | --- | ----------------------------------------- | --- |
| Rhodésie du Sud           | 232 (1966) 253 (1968)            | 460 (1979)                                       | - embargo - gel des avoirs - interdiction de voyager - interdiction d'exportation |                                           | Concernait le régime illégal de Rhodésie du Sud. |
| Afrique du Sud            | 181 (1963) 418 (1977) 421 (1977) | 919 (1994)                                       | embargo |                                           | Concernait l'apartheid en Afrique du Sud. |
| Irak                      | 661 (1990)                       | 1483 (2003)                                      | - embargo (armes) - gel des avoirs - interdiction de voyager |                                           | La résolution 1483 a levé la plupart des sanctions et dissout le comite au 21 novembre 2003. Les sanctions restantes ont été reprises dans un nouveau régime administré par un nouveau comité créé le 24 novembre 2003 par la résolution 1518. |
| Yougoslavie               | 713 (1991) 724 (1991)            | 1074 (1996)                                      | - embargo (armes et services) - gel des avoirs - blocus |                                           | Bien que frappant tout deux la Yougoslavie, le premier régime concernait la situation née de sa dissolution, tandis que la seconde était une réponse à la guerre du Kosovo. |
| Yougoslavie               | 1160 (1998)                      | 1367 (2001)                                      | embargo (armes) |                                           | Bien que frappant tout deux la Yougoslavie, le premier régime concernait la situation née de sa dissolution, tandis que la seconde était une réponse à la guerre du Kosovo. |
| Jamahiriya arabe libyenne | 748 (1992)                       | 1506 (2003)                                      | - embargo (armes, aviation, équipement pétrolier) - blocus aérien - gel des avoirs - interdiction de voyager - interdiction de la coopération militaire                                                  |                                           | Visait à contraindre la Jamahiriya arabe libyenne à coopérer pour établir les responsabilités de l'attentat de Lockerbie. |
| Angola                    | 864 (1993)                       | 1448 (2002)                                      | - embargo (armes, pétrole, matériel industriel d'extraction et moyen de transport terrestre ou embarcation mécanisés) - interdiction de voyager - gel des avoirs - interdiction d'exportation (diamants) |                                           | Concernait la guerre civile angolaise. |
| Haïti                     | 841 (1993)                       | 944 (1994)                                       | - embargo (armes et produits pétroliers) - gel des avoirs - interdiction de voyager - blocus sur le pétrole - interdiction d'exportation                                                                 |                                           | À la suite du coup d'État de 1991 en Haïti. |
| Rwanda                    | 918 (1994)                       | 1823 (2008)                                      | - embargo (armes) |                                           | À la suite du génocide des Tutsis au Rwanda. |
| Sierra Leone              | 1132 (1997)                      | 1940 (2010)                                      | - embargo (armes et pétrole) - interdiction de voyager - interdiction d'exportation (diamants) |                                           | À la suite du coup d'État de 1997 au Sierra Leone. |
| Éthiopie/ Érythrée        | 1298 (2000)                      | Expiration au 16 mai 2001 faute de prolongation  | embargo (armes) |                                           | Imposées pour une année, les sanctions n'ont pas été reconduites après la conclusion des accords d'Alger de 2000 mettant fin à la guerre entre l'Érythrée et l'Éthiopie. |
| Liberia                   | 788 (1992) 985 (1995)            | 1343 (2001)                                      | embargo (armes) | groupe d'experts                          | Concernait la première guerre civile libérienne, puis en raison d'un changement de la situation politique en Libéria à la faveur de la deuxième guerre civile, le premier régime a été abrogé et son comité dissous par la résolution 1343 du 7 mars 2001 qui a fondé un nouveau régime de sanctions. Afin de soutenir la transition politique, la résolution 1521 du 22 décembre 2003 a elle-même à son tour abrogé ce deuxième régime et dissout son comité pour le remplacer par un troisième régime avec son comité. |
| Liberia                   | 1343 (2001)                      | 1521 (2003)                                      | - embargo (armes) - interdiction d'exportation (diamants et bois) - interdiction de voyager | groupe d'experts                          | Concernait la première guerre civile libérienne, puis en raison d'un changement de la situation politique en Libéria à la faveur de la deuxième guerre civile, le premier régime a été abrogé et son comité dissous par la résolution 1343 du 7 mars 2001 qui a fondé un nouveau régime de sanctions. Afin de soutenir la transition politique, la résolution 1521 du 22 décembre 2003 a elle-même à son tour abrogé ce deuxième régime et dissout son comité pour le remplacer par un troisième régime avec son comité. |
| Liberia                   | 1521 (2003)                      | 2288 (2016)                                      | - embargo (armes) - gel des avoirs - interdiction de voyager - interdiction d'exportation (diamants et bois)                                                                                             | groupe d'experts                          | Concernait la première guerre civile libérienne, puis en raison d'un changement de la situation politique en Libéria à la faveur de la deuxième guerre civile, le premier régime a été abrogé et son comité dissous par la résolution 1343 du 7 mars 2001 qui a fondé un nouveau régime de sanctions. Afin de soutenir la transition politique, la résolution 1521 du 22 décembre 2003 a elle-même à son tour abrogé ce deuxième régime et dissout son comité pour le remplacer par un troisième régime avec son comité. |
| Côte d'Ivoire             | 1572 (2004)                      | 2283 (2016)                                      | - embargo (armes) - gel des avoirs - interdiction de voyager - interdiction d'exportation (diamants) | Groupe d'experts                          | Concernait la crise politico-militaire en Côte d'Ivoire. |
| Iran                      | 1737 (2006)                      | 2231 (2015)                                      | - embargo (équipements et matières nucléaires) - gel des avoirs - interdiction de voyager - interdiction de coopération technique                                                                        | Groupe d'experts                          | Concernait le nucléaire iranien, levé à la suite de la conclusion de l'accord de Vienne. |
| Mali                      | 2374 (2017)                      | expiration au 31 août 2023 faute de prolongation | - gel des avoirs - interdiction de voyager | Groupe d'experts                          | Échec de l'adoption d'une résolution de prolongation en raison du veto russe. |

En gras sont indiquées les résolutions créant le comité des sanctions associé au régime.

## Recours
Dans la déclaration du Sommet mondial de 2005, l’Assemblée générale a demandé au Conseil de sécurité, avec le concours du secrétaire général, de s’assurer que des procédures équitables et claires soient mises en place pour l’imposition et la levée des sanctions. 
Toutefois, de façon générale, il n'existe pas de procédure d'appel ou de contrôle de la « légalité » des décisions des comités, que seul le Conseil de sécurité pourrait éventuellement remettre en cause (ce qu'il ne fait pratiquement jamais).
Ainsi, il existe aujourd'hui un Bureau du Médiateur du Comité des sanctions contre l'Etat Islamique et Al-Qaida. La résolution 1730 (2006) organise les principes généraux des recours et de demande de radiation des listes de sanctions et charge un seul fonctionnaire des Nations unies de recevoir toutes les demandes de radiation concernant toutes les sanctions – à l'exception donc du régime visant Al-Qaïda – appelé le « point focal ».